# Hambergen
Hambergen település Németországban, azon belül Alsó-Szászország tartományban. Lakosainak száma 5706 fő (2023. december 31.). Hambergen Holste és Vollersode községekkel határos.

## Népesség
A település népességének változása:
| Lakosok száma | 5724 | 5700 | 5651 | 5613 | 5697 | 5706 |
|               | 2016 | 2017 | 2019 | 2021 | 2022 | 2023 |